# Siriwat Sinturak
Siriwat Sinturak (thailändisch ศิริวัฒน์ สินธุรักษ์, * 28. September 1992) ist ein thailändischer Fußballspieler.

## Karriere
Siriwat Sinturak spielte bis Ende 2016 bei Thai Honda Ladkrabang. Wo er vorher gespielt hat, ist unbekannt. Der Verein spielte in der zweiten Liga, der Thai Premier League Division 1. Ende 2016 wurde Thai Honda Meister der zweiten Liga und stieg in die erste Liga auf. Nach dem Aufstieg verließ Thai Honda und schloss sich Anfang 2017 dem Zweitligisten Lampang FC aus Lampang an. 2020 unterschrieb er einen Vertrag beim Chiangmai United FC in Chiangmai. Im März 2021 feierte er mit Chiangmai die Vizemeisterschaft und den Aufstieg in die erste Liga. Im Mai 2021 wechselte er auf Leihbasis zum Drittligisten Songkhla FC. Für den Verein aus Songkhla stand er 18-mal in der Southern Region auf dem Spielfeld. Nach der Ausleihe kehrte er nach Chiangmai zurück. Mit Chiangmai bestritt er noch ein Spiel in der zweiten Liga. Am Ende der Saison wurde sein Vertrag in Chiangmai nicht verlängert. Im Sommer 2023 unterschrieb er in Bangkok einen Vertrag beim Drittligisten Inter Bangkok FC. Mit dem Hauptstadtklub spielt er neunmal in der Bangkok Metropolitan Region der Liga. Der Zweitligist Kasetsart FC nahm ihn im Januar 2024 unter Vertrag. Am Ende der Saison belegte er mit Kasetsart den 16. Tabellenplatz und musste somit in die dritte Liga absteigen.

## Erfolge
Thai Honda Ladkrabang
- Thailändischer Zweitligameister: 2016  ▲

Chiangmai United FC
- Thailändischer Zweitligavizemeister: 2020/21  ▲